# Будущее Титана

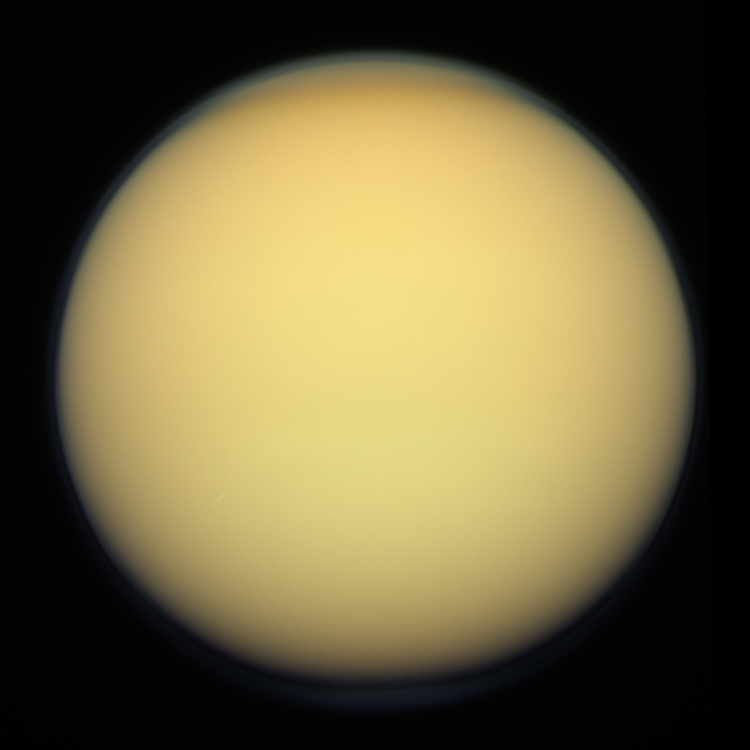
Титан

В настоящее время спутник Сатурна Титан является замёрзшим миром со средней температурой −180 °С. Однако с течением времени Солнце становится всё ярче и больше. По некоторым данным, на поверхности его спутника, Титана, примерно через 6-7 млрд лет будут условия для развития жизни. Поверхность Титана нагреется до −70 °C, что позволит образоваться водно-аммиачному океану.

## Эволюция Солнца
Скорость термоядерной реакции превращения водорода в гелий в солнечном ядре и светимость постепенно увеличиваются. Через 1 млрд лет Солнце будет на 10 % ярче, чем сейчас. Это приведет к испарению океанов и превращению Земли в раскалённую пустыню. Обитаемая зона Солнечной системы будет постепенно смещаться в сторону Марса, Юпитера, а затем и Сатурна.

## Влияние на Титан

Процессы в атмосфере Титана.

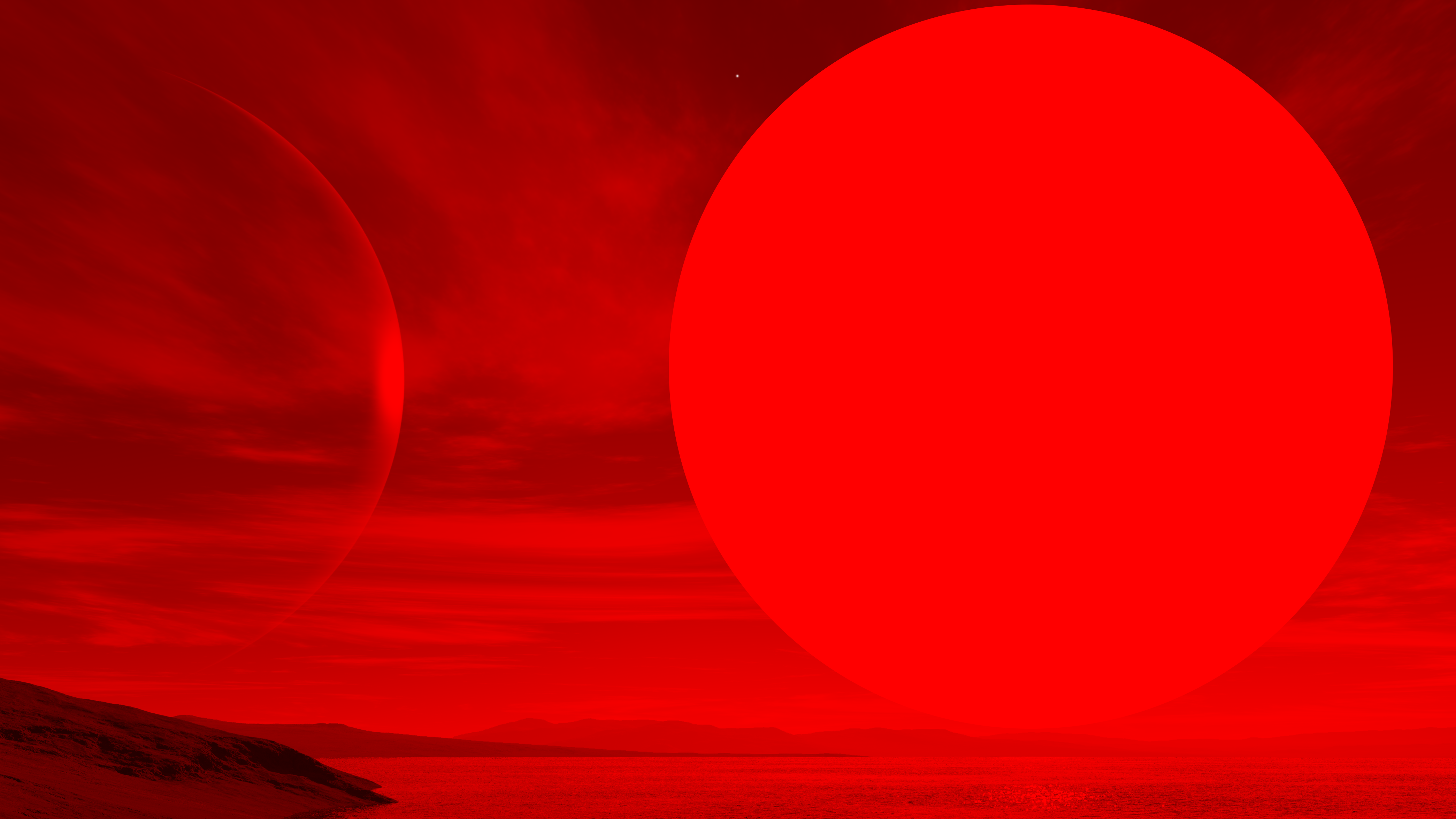
Авторское представление о Титане в далёком будущем, когда Солнце стало красным гигантом.

Атмосфера Титана очень плотная, а атмосферное давление на поверхности в 1,5 раза превышает земное. В настоящее время метан в верхних слоях атмосферы Титана разрушается ультрафиолетовым излучением Солнца, создавая стратосферную дымку из органических веществ (толинов), которая, в свою очередь, отражает значительную часть солнечного света. Этот процесс противодействует парниковому эффекту, вызванному оставшимся метаном в нижних слоях атмосферы, поддерживая температуру поверхности Титана на уровне −180 °C.
Небольшое повышение светимости Солнца не повлияет на температуру поверхности Титана, поскольку его плотная атмосфера «раздуется» и будет отражать ещё больше света. Однако, когда Солнце начнёт эволюционировать в красный гигант через 6-7 млрд лет, поток ультрафиолетового излучения резко снизится и атмосфера Титана станет более прозрачной. Красные гиганты не являются источниками ультрафиолетового излучения. Титан покроется водно-аммиачным океаном, который будет вступать в реакцию с находящимися там в изобилии органическими соединениями. Эти океаны смогут просуществовать сотни миллионов лет. Продолжительность такого периода превышает время, необходимое для зарождения жизни на Земле.
В дальнейшем темпы расширения Солнца будут таковы, что в разгар стадии красного гиганта на Титане будет невыносимо жарко, a обитаемая зона сместится к Плутону и поясу Койпера. Светимость Солнца в фазе красного гиганта временами может в 5200 раз превышать современную, что соответствует эффективной земной орбите на уровне 72 а. е.
После вхождения Солнца в фазу белого карлика на Титане установится глубокий холод.